# Microlicia benthamiana
Microlicia benthamiana är en tvåhjärtbladig växtart som beskrevs av José Jéronimo Triana och Célestin Alfred Cogniaux. Microlicia benthamiana ingår i släktet Microlicia och familjen Melastomataceae. Inga underarter finns listade i Catalogue of Life.